# Kepler-62
Kepler-62 — зірка головної послідовності К-типу, більш холодна і менша за Сонце, розташована приблизно на відстані 980 світлових років (300 парсек) від Землі в сузір’ї Ліри. Знаходиться в полі зору космічного корабля «Кеплер», супутника, який місія NASA «Кеплер» використовувала для виявлення планет, які, можливо, проходять через свої зірки. 18 квітня 2013 року було оголошено, що зірка має п'ять планет, дві з яких, Kepler-62e і Kepler-62f, знаходяться в зоні життя зірки. Найвіддаленіша планета, Kepler-62f, ймовірно, кам’яниста планета.

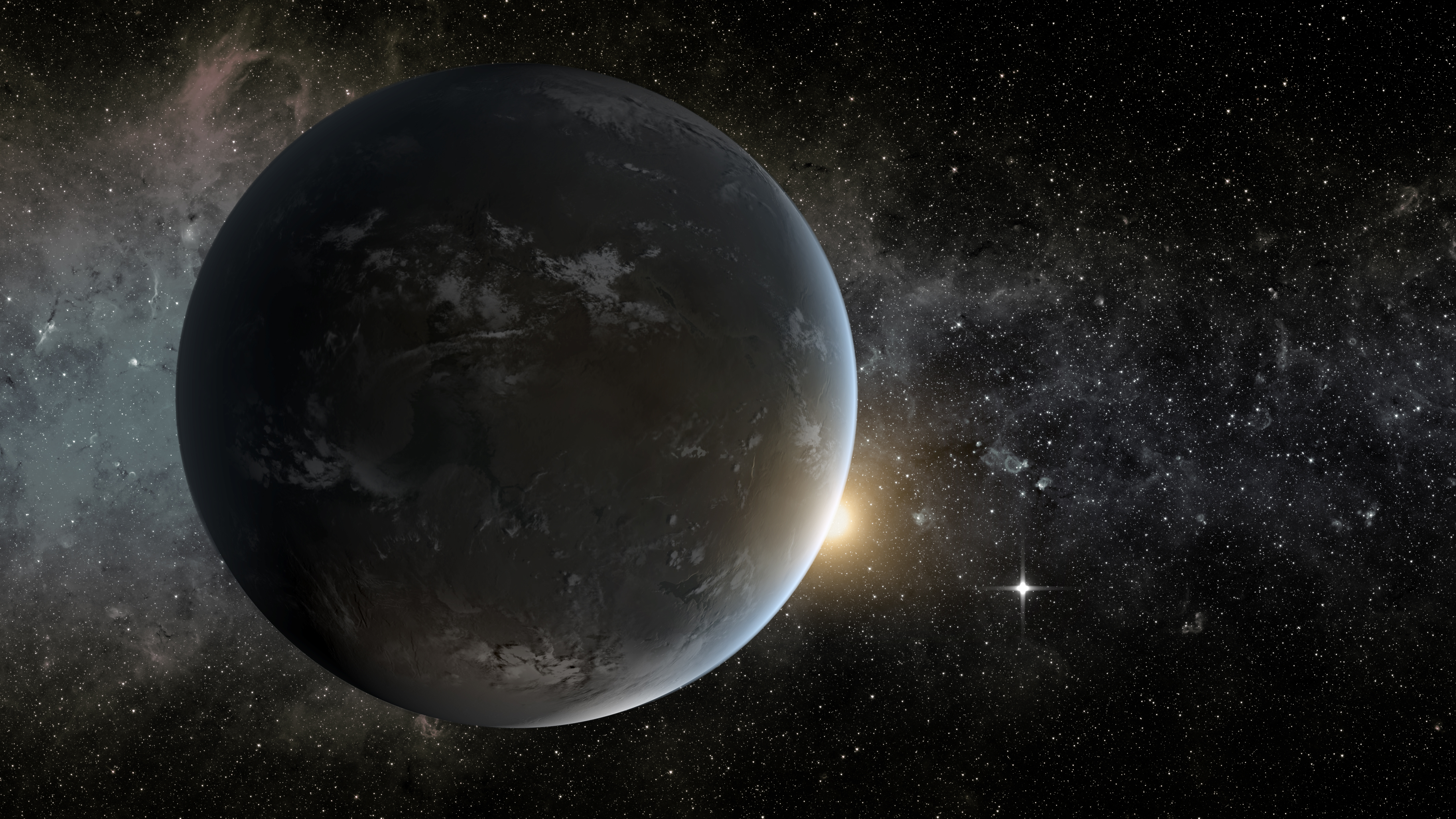
Kepler-62f (на передньому плані) і Kepler-62e (праворуч)
в житловій зоні екзопланет, обертаються
навколо зірки Kepler-62 (у центрі).